# Konjunktivitis
Konjunktivitis, vnetje očesne veznice, znano tudi kot rožnate oči, je vnetje zunanje plasti celic na zrklu in notranji površini veke. Oko je zaradi tega videti rožnato ali rdeče. Prisotna je lahko bolečina, pekoč občutek in srbenje. Prizadeto oko se lahko čez mero solzi  ali pa je v jutranjih urah "zalepljeno". Lahko pride tudi do otekanja zrkla. Srbenje je bolj pogosto, kadar gre za alergije. Vnetje očesne veznice lahko prizadene eno ali pa obe očesi.
Najpogostejši nalezljivi vzroki so virusne okužbe, ki jim sledi okužba z  bakterijami. Virusne okužbe se lahko pojavijo skupaj z drugimi simptomi navadnega prehlada. Virusne in bakterijske oblike obolenja se zlahka med ljudmi. Alergije na cvetni prah ali živalske dlake so tudi pogosto vzrok. Diagnoza pogosto temelji na znakih in simptomih. Občasno se vzorec izločka pošlje v laboratorij za kulturo.
Preventiva je delno z umivanjem rok. Zdravljenje je odvisno od temeljnega vzroka. V večini virusnih primerov posebnega zdravljenja ni. Večina primerov, ki so posledica bakterijske okužbe, ozdravi tudi brez zdravljenja, vendar pa antibiotiki lahko skrajšajo trajanje bolezni. Osebe, ki nosijo kontaktne leče, in osebe, pri katerih je vzrok  bodisi gonoreja bodisi hlamidija, je treba zdraviti. Obolenja zaradi alergij lahko zdravimo z antihistaminiki ali kapljicami s stabilizatorjem mastocitov.
V ZDA vsako leto zboli 3 do 6 milijonov ljudi za vnetjem očesne veznice. Pri odraslih so bolj pogosti vzroki virusi, pri otrocih pa bakterije.  Običajno se stanje izboljša v enem ali dveh tednih. Če pride do izgube vida, resnejše bolečine, občutljivosti na svetlobo ali znakov herpesa, ali pa če se stanje po enem tednu ne izboljša, je lahko da potrebno dodatna  diagnostika in zdravljenje. Vnetje očesne veznice pri novorojenčkih, tako imenovani neonatalni konjunktivitis, lahko da tudi zahteva posebno zdravljenje.